# Łopień Środkowy
Łopień Środkowy (955 m) – środkowy z trzech mało wybitnych szczytów masywu Łopienia w Beskidzie Wyspowym. Nazywany jest też Wiśnią, a w niektórych opracowaniach również Ostryszem. Na mapach podawana jest różna jego wysokość: 941 m, 950 m, 955 m.
Z Łopienia Środkowego spływa kilka potoków uchodzących do Czarnej Rzeki lub Łososiny. Te uchodzące do Łososiny mają swoją nazwę: Rybny Potok (Rybkowski Potok) i Chochołowski Potok. Łopień Środkowy jest całkowicie porośnięty lasem, ale dawniej na jego grzbiecie, aż po główny szczyt Łopienia (961 m) istniała wielka hala pasterska z szałasami. Obecnie południowo-zachodni odcinek tego grzbietu (w kierunku polany Myconiówka) i północno-zachodnie jego stoki należą do chronionego obszaru Uroczysko Łopień obejmującego „Bagna Łopieńskie”, Jaskinię Zbójecką w Łopieniu z otaczającymi ją skałkami i kilka siedlisk przyrodniczych. Grzbietem prowadzi szlak turystyczny.

## Szlaki turystyczne
Tymbark – Łopień Wschodni – Łopień Środkowy – Myconiówka